# كأس اليونان 1989–90
كأس اليونان 1989–90 (باليونانية: Κύπελλο Ελλάδος ποδοσφαίρου ανδρών 1989-90)‏ هو الموسم 48 من كأس اليونان. أشرف على تنظيمه الاتحاد الإغريقي لكرة القدم، وكان عدد الأندية المشاركة فيه 76، وفاز فيه نادي أولمبياكوس.